# Ravnik, Bloke
Ravnik este o localitate din comuna Bloke, Slovenia, cu o populație de 33 de locuitori.